# Concordia (navă)
a nu se confunda cu Costa Concordia, nava care s-a scufundat la 13 ianuarie 2012

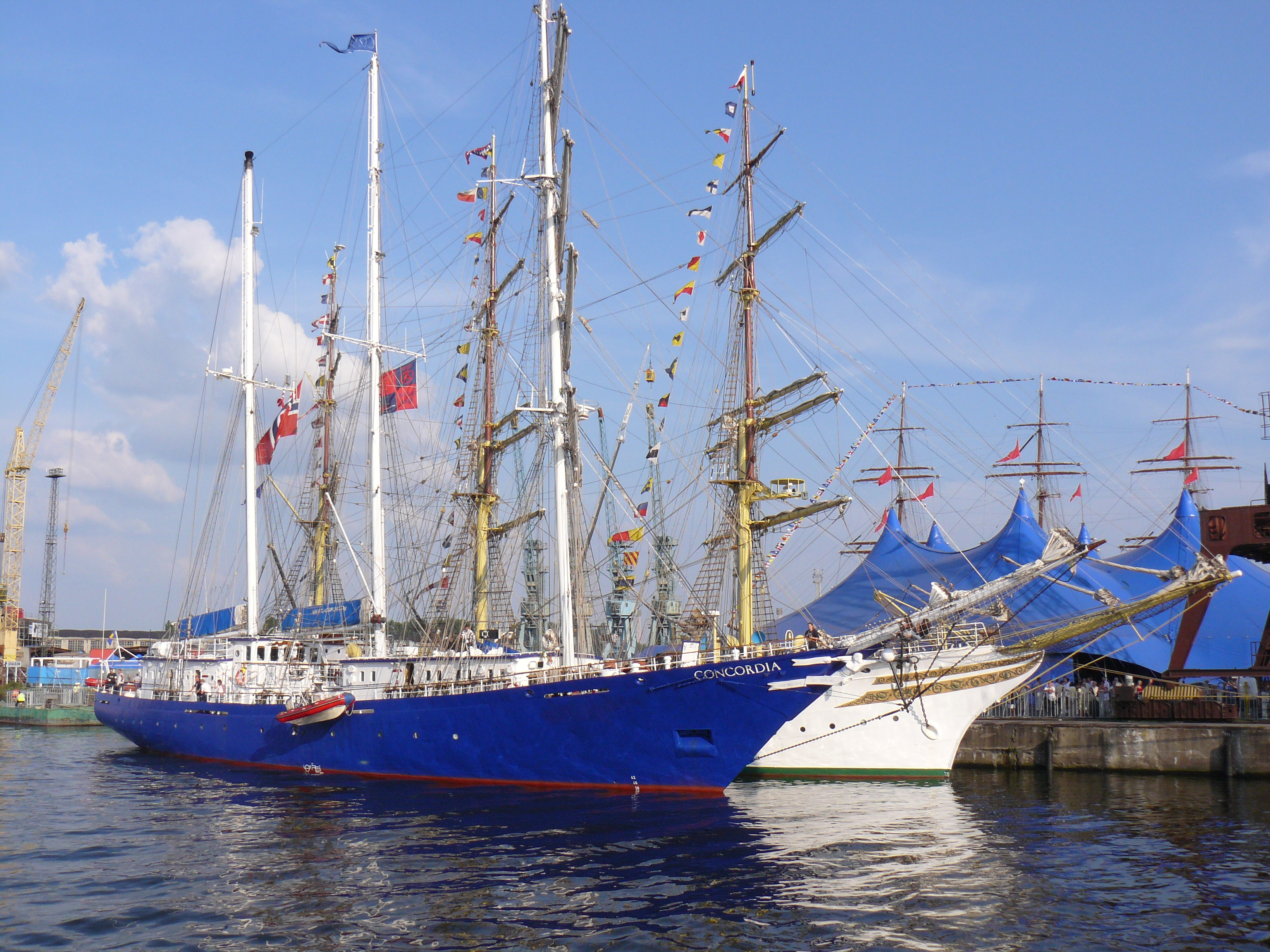

Concordia a fost o goeletă cu trei catarge cu cocă de oțel, care a fost construită în Polonia în 1992 pentru West Island College, Montreal, Canada.  Ea a servit ca navă de antrenament până când s-a scufundat la 17 februarie 2010. 